# Stephen Foster (triatleta)
Stephen Foster es un deportista australiano que compitió en triatlón. Ganó una medalla de bronce en el Campeonato Mundial de Triatlón de 1990.

## Palmarés internacional
| Campeonato Mundial | Campeonato Mundial       | Campeonato Mundial | Campeonato Mundial |
| Año                | Lugar                    | Medalla            | Prueba             |
| ------------------ | ------------------------ | ------------------ | ------------------ |
| 1990               | Orlando (Estados Unidos) | Medalla de bronce  | Individual         |